# Abubakar Tafawa Balewa
Alhaji Sir Abubakar Tafawa Balewa, född i december 1912, död 15 januari 1966, var en nigeriansk politiker. Han var central i landets självständighetskamp och var mellan 1960 och 1966 det självständiga Nigerias förste premiärminister.

## Biografi
Balewa föddes i orten Tafawa Balewa i vad som i dag är delstaten Bauchi i norra Nigeria. Han var utbildad lärare och hade bland annat studerat vid University of London. Han blev först lärare på hemorten, och började sedan arbeta med utbildning i provinsadministrationen.
Balewa hade flera politiska positioner i den nigerianska regeringen under det brittiska kolonialstyret. Han valdes in i det nationella parlamentet 1947. 1949 var han med om att grunda Northern People's Congress (NPC), och han blev senare parlamentarisk ledare för partiet. Partiet blev politiskt dominerande i norra Nigeria. Vid valet 1959 dominerade partiet även nationellt, och Balewa utsågs till federal premiärminister.
1960 blev Balewa den första premiärministern i ett fritt Nigeria. Den första nigerianska republiken (1960–1966) präglades av oro och starka regionala motsättningar, men Balewa beskrivs som en premiärminister med moderata synpunkter och som en samlande kraft som höll ihop parlamentet.
Anklagelser om favorisering av norra Nigeria gjorde honom den 15 januari 1966 till mål för Nigerias första statskupp, som gjorde slut på det civila styret. Balewa fördes bort och mördades av kuppmakarna.

## Författarskap
Balewa var även författare, och gav bland annat ut den historiska romanen Shaihu Umar (1955), en filosofisk bok om slavhistorien med ett perspektiv från norra Nigeria.